# Royal Rumble (2016)
Royal Rumble 2016 fue la vigésimo novena edición de Royal Rumble, un evento transmitido por pago por visión de lucha libre profesional producido por la WWE. El evento se llevó a cabo el 24 de enero de 2016 desde el Amway Center en Orlando, Florida. Este fue el quinto Royal Rumble en celebrarse en el estado de Florida tras las ediciones de 1990, 1991, 1995 y 2006. Fue el segundo Royal Rumble en Orlando desde 1990 y el primer evento de pago por visión en el Amway Center desde su apertura en 2010.
El evento contó con el segundo Royal Rumble match por el Campeonato Mundial Peso Pesado de la WWE (el primero fue el Royal Rumble 1992) y el primero en el que el campeón fue un participante para defender su título en la lucha (ya que en el Royal Rumble 1992 el título estaba vacante). El evento también se destacó por el debut en WWE del luchador y ex-estrella de la Total Nonstop Action Wrestling AJ Styles .

## Argumento
En este evento resalta el tradicional Royal Rumble match de 30 participantes, donde por lo general, el ganador recibe una oportunidad de luchar por el Campeonato Mundial Peso Pesado de la WWE dentro del evento estelar de WrestleMania. Sin embargo, como culminación de sus intentos de privar al Campeón Mundial Peso Pesado de la WWE Roman Reigns del campeonato (por atacar a su yerno Triple H y por faltarle el respeto a la familia McMahon), Vince McMahon declaró en el episodio del 4 de enero de 2016 de Raw que Reigns defendería su título en la lucha.
En el episodio del 28 de diciembre de 2015 de Raw, Chris Jericho dejó el campeonato vacante y en el Royal Rumble match se decidiría al nuevo campeón. El 1 de enero de 2016, WWE.com anunció que Curtis Axel estaría en la lucha. En el episodio del 4 de enero de Raw, Ryback, The Wyatt Family, Dolph Ziggler y Chris Jericho anunciaron su participación en la lucha. En el episodio del 11 de enero de Raw, Stephanie McMahon anunció que Brock Lesnar competiría en la lucha a pesar de los argumentos del abogado del Lesnar Paul Heyman de que Lesnar debía pasar por alto la lucha y enfrentar al ganador en WrestleMania 32. El 13 de enero, WWE.com confirmó a Stardust en la lucha. En el episodio del 14 de enero de SmackDown, Sheamus anunció su participación en la lucha. En el episodio del 18 de enero de Raw, Vince McMahon anunció que Reigns entraría en la lucha como el participante #1.
En el evento TLC: Tables, Ladders & Chairs, Dean Ambrose derrotó a Kevin Owens para ganar el Campeonato Intercontinental. Su feudo se intensificó en las siguientes semanas, incluyendo una lucha que terminó en una doble cuenta fuera por el Campeonato Intercontinental. En el episodio del 14 de enero de SmackDown, Owens aceptó el desafío de Ambrose a un Last Man Standing match por el Campeonato Intercontinental en Royal Rumble.
En el episodio del 7 de enero de 2016 de SmackDown, Kalisto derrotó a Alberto Del Rio. En el episodio del 11 de enero de Raw, Kalisto derrotó a Del Rio para ganar el Campeonato de los Estados Unidos. En el episodio del 14 de enero de SmackDown, Del Rio derrotó a Kalisto para volver a ganar el Campeonato de los Estados Unidos. El 18 de enero, se anunció que Del Rio defendería el título contra Kalisto en el evento.
En el episodio del 4 de enero de 2016 de Raw, Becky Lynch fue atacada por la Campeona de Divas Charlotte después de que Lynch derrotara a Charlotte en una lucha no titular. Con la ayuda de su padre Ric Flair, Charlotte derrotó a Lynch para retener el campeonato en el episodio del 7 de enero de SmackDown. En el episodio del 14 de enero de SmackDown, Lynch desafió a Charlotte por el Campeonato de Divas en Royal Rumble. Aunque Charlotte no estaba dispuesta a conceder a Lynch otra oportunidad por el título, Lynch incitó a Flair a aceptar el reto en nombre de su hija.
En el episodio del 11 de enero de Raw, The Usos derrotaron a The New Day. La siguiente semana en Raw, se anunció que The New Day defendería los títulos contra The Usos en el evento.
El 20 de enero, un Fatal four-way match por equipos entre Darren Young & Damien Sandow, The Dudley Boyz, The Ascension, y Mark Henry & Jack Swagger fue programado para el pre-show de Royal Rumble, con los dos miembros del equipo ganador ganando un lugar en el Royal Rumble match más tarde esa noche.

## Resultados
- Kick-Off: Mark Henry & Jack Swagger derrotaron a Darren Young & Damien Sandow, The Dudley Boyz (Bubba Ray & D-Von) y The Ascension (Konnor & Viktor). (7:58)[10]
  - Henry cubrió a Viktor después de un «3D» de The Dudley Boyz.
  - Como resultado, Henry y Swagger ganaron dos puestos en el Royal Rumble Match.

- Dean Ambrose derrotó a Kevin Owens en un Last Man Standing Match y retuvo el Campeonato Intercontinental. (20:21)[11]
  - Ambrose ganó la lucha después de que Owens no pudiera responder al conteo del árbitro, después de ser arrojado desde la tercera cuerda hacia unas mesas.

- The New Day (Big E & Kofi Kingston) (con Xavier Woods) derrotaron a The Usos (Jey Uso & Jimmy Uso) y retuvieron el Campeonato en Parejas de la WWE. (10:53)[12]
  - Big E cubrió a Jey después de un «Big Ending».
  - Durante la lucha, Woods interfirió a favor de The New Day.

- Kalisto derrotó a Alberto Del Rio y ganó el Campeonato de los Estados Unidos. (11:30)[13]
  - Kalisto cubrió a Del Rio después de un «Salida del Sol».

- Charlotte (con Ric Flair) derrotó a Becky Lynch y retuvo el Campeonato de Divas. (11:41)[14]
  - Charlotte cubrió a Lynch después de un «Spear».
  - Durante la lucha, Flair interfirió a favor de Charlotte.
  - Después de la lucha, Sasha Banks atacó a Lynch y a Charlotte.

- Triple H ganó el Royal Rumble Match 2016 y el Campeonato Mundial Peso Pesado de la WWE. (1:01:42)[15]
  - Triple H eliminó finalmente a Dean Ambrose, ganando la lucha.
  - Este fue el debut de AJ Styles en la WWE.
  - Durante la lucha, Roman Reigns fue sacado en camilla por un ataque de The League of Nations, pero luego regresó a la lucha.

## Royal Rumble: entradas y eliminaciones

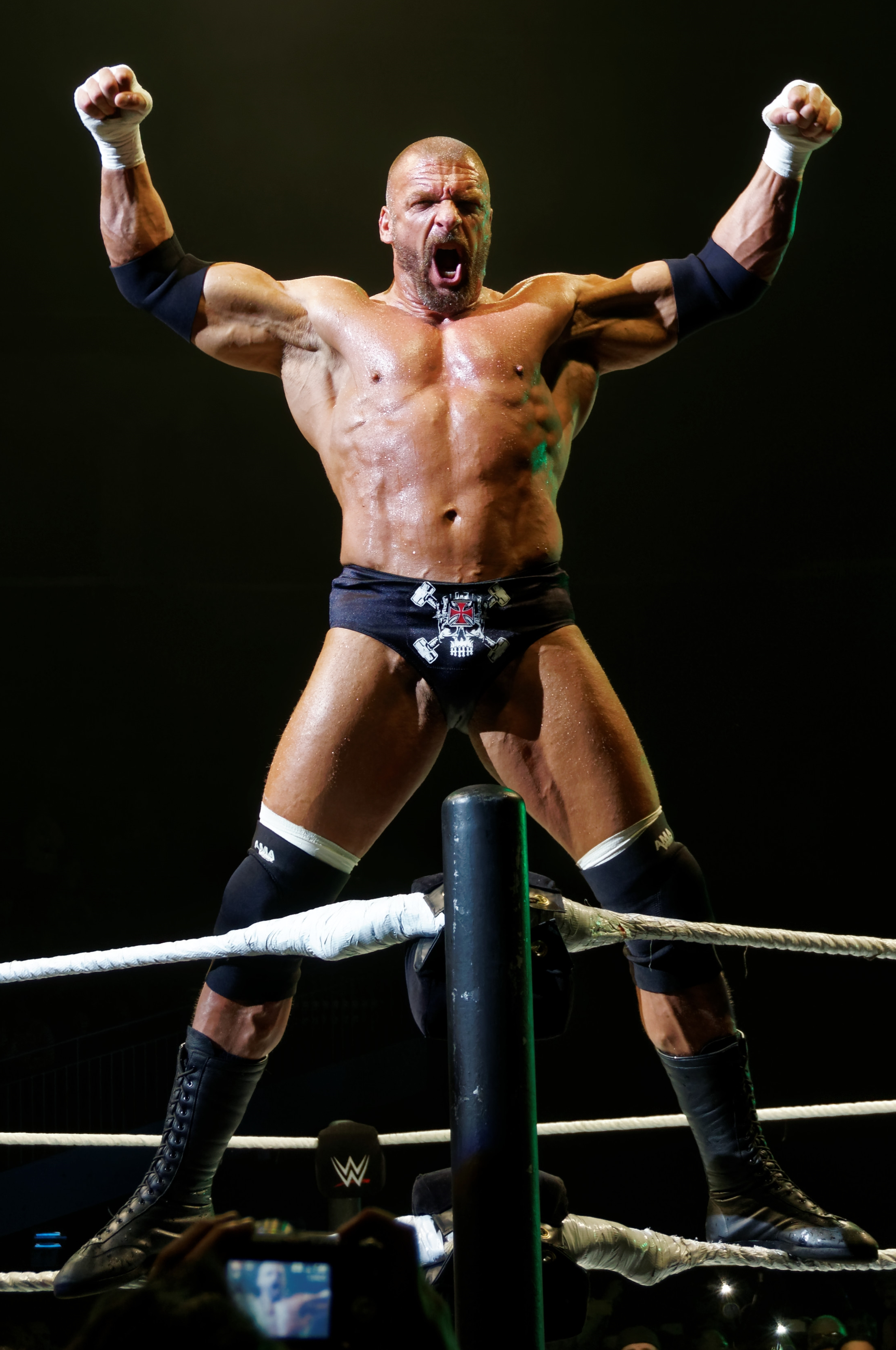
Triple H, ganador del Royal Rumble 2016 y Campeón Mundial Peso Pesado de la WWE.

El color amarillo ██ indica la superestrella de NXT. Cada participante entraba en intervalos de 90 segundos.
| Entradas | Entradas         | Eliminado por | Eliminado por            | Elim. | Tiempo |
| -------- | ---------------- | ------------- | ------------------------ | ----- | ------ |
| 1        | Roman Reigns (c) | 28            | Triple H                 | 5     | 59:48  |
| 2        | Rusev            | 1             | Reigns                   | 0     | 01:30  |
| 3        | AJ Styles        | 11            | Owens                    | 2     | 28:58  |
| 4        | Tyler Breeze     | 2             | Styles y Reigns          | 0     | 01:18  |
| 5        | Curtis Axel      | 3             | Styles                   | 0     | 01:30  |
| 6        | Chris Jericho    | 26            | Ambrose                  | 1     | 51:20  |
| 7        | Kane             | 9             | Strowman                 | 1     | 19:07  |
| 8        | Goldust          | 4             | O'Neil                   | 0     | 06:18  |
| 9        | Ryback           | 8             | Big Show                 | 0     | 12:37  |
| 10       | Kofi Kingston    | 6             | Jericho                  | 0     | 08:26  |
| 11       | Titus O'Neil     | 7             | Big Show                 | 1     | 09:06  |
| 12       | R-Truth          | 5             | Kane                     | 0     | 00:59  |
| 13       | Luke Harper      | 19            | Lesnar                   | 4     | 24:16  |
| 14       | Stardust         | 14            | Harper                   | 0     | 14:12  |
| 15       | The Big Show     | 10            | Strowman                 | 2     | 04:58  |
| 16       | Neville          | 13            | Harper                   | 0     | 10:17  |
| 17       | Braun Strowman   | 20            | Lesnar                   | 5     | 18:01  |
| 18       | Kevin Owens      | 12            | Zayn                     | 1     | 04:58  |
| 19       | Dean Ambrose     | 29            | Triple H                 | 1     | 29:57  |
| 20       | Sami Zayn        | 16            | Strowman                 | 1     | 04:55  |
| 21       | Erick Rowan      | 17            | Lesnar                   | 2     | 04:35  |
| 22       | Mark Henry       | 15            | Strowman, Harper y Rowan | 0     | 00:47  |
| 23       | Brock Lesnar     | 21            | Strowman, Harper y Rowan | 4     | 07:31  |
| 24       | Jack Swagger     | 18            | Lesnar                   | 0     | 00:29  |
| 25       | The Miz          | 22            | Reigns                   | 0     | 08:55  |
| 26       | Alberto Del Rio  | 23            | Reigns                   | 0     | 07:02  |
| 27       | Bray Wyatt       | 25            | Triple H y Sheamus       | 0     | 11:25  |
| 28       | Dolph Ziggler    | 24            | Triple H                 | 0     | 07:10  |
| 29       | Sheamus          | 27            | Reigns                   | 1     | 08:46  |
| 30       | Triple H         | Ganador       | Ganador                  | 4     | 09:03  |

1. 